# Родіонов Дмитро Олександрович
Дмитро́ Олекса́ндрович Родіо́нов — старший солдат Збройних сил України, учасник російсько-української війни.
Липнем 2014-го у складі 24-ї бригади брав участь у боях за Сєвєродонецьк.

## Нагороди
За особисту мужність і високий професіоналізм, виявлені у захисті державного суверенітету та територіальної цілісності України, вірність військовій присязі, відзначений — нагороджений
- орденом «За мужність» III ступеня (21.7.2015)